# Deutsches Schieferbergwerk
Das Deutsche Schieferbergwerk ist ein Erlebnisbergwerk und Museum. Es befindet sich in 16 Meter Tiefe unter der Genovevaburg in der Stadt Mayen.
Das Stollenlabyrinth hat eine Länge von 340 Metern.
Die Stollen gehen auf einen Luftschutzbunker zurück, der gegen Ende des Zweiten Weltkrieges zum Schutz der Zivilbevölkerung angelegt wurde und Ende 1944 (siehe Deutsche Westfront 1944/1945 und Ardennenoffensive) etwa 3000 Zivilisten Schutz bei Luftangriffen bot. Mayen wurde, insbesondere bei den Luftangriffen vom 12. Dezember 1944 und vom 2. Januar 1945 zu etwa 90 Prozent zerstört.

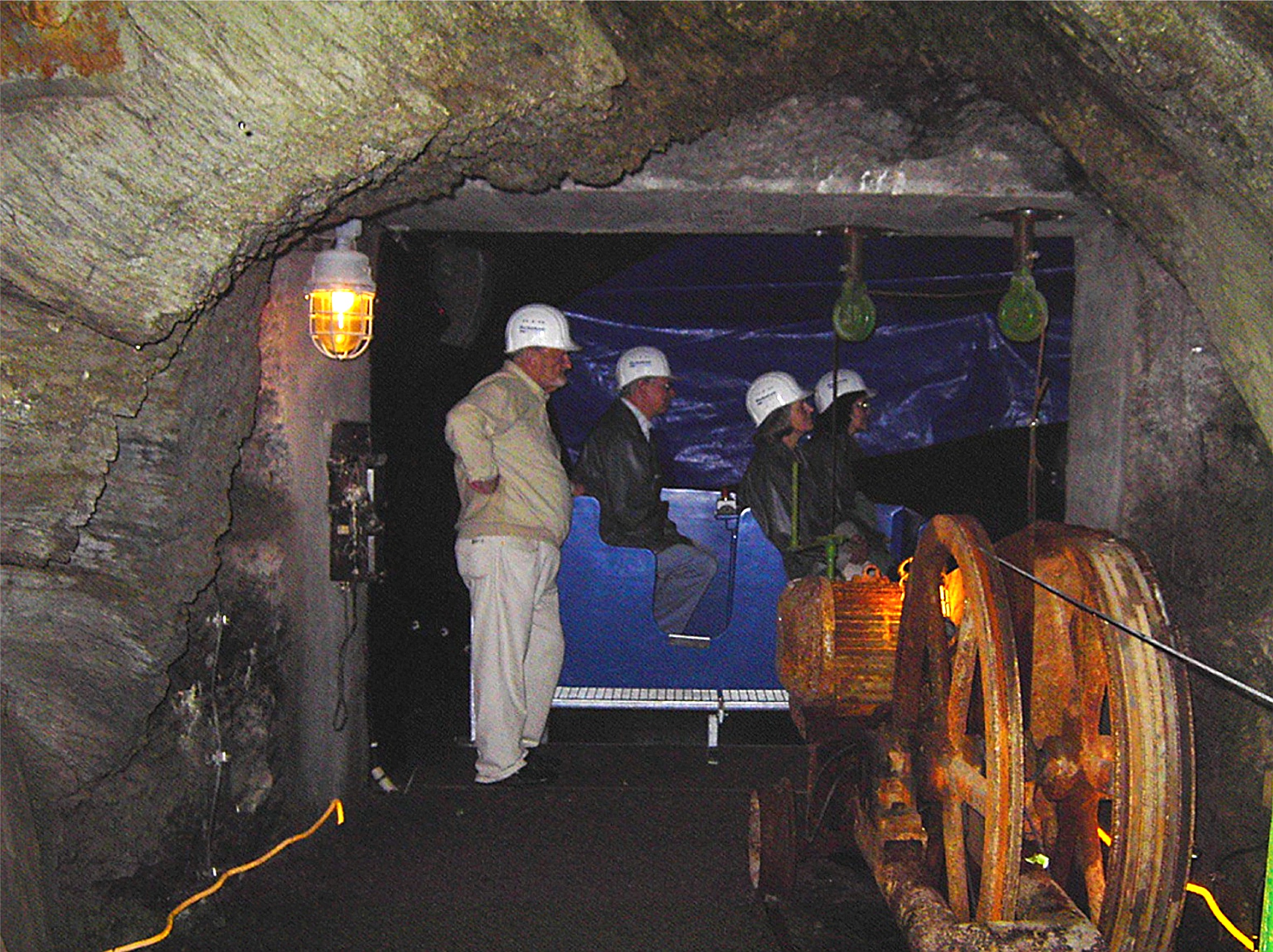
Lorenfahrt im Bergwerk

Die Ausstellung im Museum beginnt in der Abteilung „Geologie“ mit einer Veranschaulichung der vulkanischen Vorgänge vor 400 Millionen Jahren, die den Schiefer formten und zur Entstehung der Landschaft führten. Im Blick auf die einstigen glühenden Lavaströme leuchtet dieser Raum in sattem Rot.
Mit einem Aufzug gelangen die mit Grubenhelm und Schutzjacke ausgestatteten Besucher in die Tiefe, wo sie einen Einblick in die Arbeit und den Alltag der Schieferbergleute erhalten. Schautafeln informieren und in den unterirdischen Gängen stehen Maschinen, alte Loren, Seilsägen, riesige Schreitbagger und schwere Presslufthämmer. Die Anlage ist so gestaltet, dass sie sowohl für Erwachsene als auch für Kinder lehrreich und unterhaltsam ist. Eine Attraktion für Jung und Alt ist eine simulierte Lorenfahrt durch den Stollen, die das Gefühl flott unterwegs zu sein vermittelt, obwohl der Zug steht. Die Temperatur im Stollen liegt ganzjährig bei etwa 8 °C.